# 静岡県道351号池東松原線
静岡県道351号池東松原線（しずおかけんどう351ごう いけひがしまつばらせん）は、静岡県伊東市内を通る一般県道である。

## 概要

### 路線データ
- 起点：静岡県伊東市池（静岡県道111号遠笠山富戸線交点）
- 終点：静岡県伊東市東松原町（国道135号・静岡県道12号伊東修善寺線・静岡県道59号伊東西伊豆線交点）

## 沿革
- 1972年（昭和47年）10月31日 - 認定[1]

## 地理

### 通過する自治体
- 静岡県伊東市

### 接続する道路
- 静岡県道111号遠笠山富戸線（遠笠山道路）（起点：伊東市池）
- 静岡県道12号伊東修善寺線（中伊豆BP入口交差点 - 大川橋交差点（終点）で重複）
- 静岡県道59号伊東西伊豆線（広野1丁目交差点 - 大川橋交差点（終点）で重複）（「静岡県道12号伊東修善寺線」との重複区間）
- 国道135号（旧道）（終点：大川橋交差点）

### 周辺
- JR伊東線 伊東駅
- 伊豆急行伊豆急行線
  - 伊東駅
  - 南伊東駅
- 伊豆高原
- 伊豆シャボテン公園
- 大室山
- 富士箱根伊豆国立公園
- 奥野ダム（松川湖）
- 伊東温泉
- 伊東温泉競輪場
- 伊東港
- 市立伊東市民病院
- 静岡県警察 伊東警察署
- 伊東市役所
- 静岡県立伊東高等学校
- 伊東市立門野中学校
- 伊東市立池小学校
- 伊東市立西小学校
- 伊東市立東小学校
- 伊東市立旭小学校
- 伊東郵便局
- カインズ 伊東店
- ハンディホームセンター 伊東店
- マックスバリュ 伊東広野店